# Costa Rica op het wereldkampioenschap voetbal
Costa Rica heeft vier keer gespeeld op de eindronde van het wereldkampioenschap voetbal. Hieronder volgt een overzicht van de toernooien die het Costa Ricaans voetbalelftal speelde.

## WK 1990- Italië
- Costa Rica - Schotland 1-0
- Brazilië - Costa Rica 1-0
- Zweden - Costa Rica 1-2
- 8ste finale: Tsjecho-Slowakije - Costa Rica 4-1

Costa Rica debuteerde op het WK 1990 met een overwinning: er werd met 1-0 gewonnen van Schotland. Ook tegen Zweden werd gewonnen, waardoor een nederlaag tegen Brazilië niet kon verhinderen dat Costa Rica naar de achtste finales mocht. Daarin werd er echter verloren van Tsjecho-Slowakije.

## WK 2002- Japan en Zuid-Korea
- China - Costa Rica 0-2
- Costa Rica - Turkije 1-1
- Costa Rica - Brazilië 2-5

Het tweede WK werd eveneens geopend met een overwinning (tegen China), maar het daaropvolgende gelijkspel tegen Turkije en de nederlaag tegen Brazilië waren niet genoeg om door te stoten naar de achtste finales.

## WK 2006- Duitsland
- Duitsland - Costa Rica 4-2
- Ecuador - Costa Rica 3-0
- Costa Rica - Polen 1-2

Niet alleen de openingswedstrijd tegen Duitsland werd verloren: ook tegen Ecuador en Polen liep het tegen de nederlaag aan. Met een 0 op 9 verdween het Centraal-Amerikaanse land dus van het toneel.

## WK 2014- Brazilië
- Groepswedstrijd 1: Uruguay-Costa Rica 1-3
- Groepswedstrijd 2: Italië-Costa Rica 0-1
- Groepswedstrijd 3: Costa Rica-Engeland 0-0
- Achtste finale: Costa Rica-Griekenland 1-1 (Costa Rica wint na strafschoppen, 5-3)
- Kwartfinale: Nederland-Costa Rica 0-0 (Nederland wint na strafschoppen, 4-3)

Costa Rica won de eerste wedstrijd van Uruguay dat zonder een geblesseerde Luis Suárez speelde. Nadat het de tweede wedstrijd ook won van Italië, was het al zeker van plaatsing voor de volgende ronde. De laatste groepswedstrijd tegen Engeland eindigde in een gelijkspel.
Costa Rica nam het in de achtste finales op tegen Griekenland. Na de gelijke stand in de reguliere speeltijd en verlengingen, won het de strafschoppenserie. Costa Rica miste niet één keer, terwijl Gekas dat voor Griekenland wel deed. In de kwartfinale nam Costa Rica het op tegen Nederland. Opnieuw brachten strafschoppen de beslissing. Hierin was deze keer Nederland de betere.

## WK 2018- Rusland
- Costa Rica - Servië 0-1
- Brazilië - Costa Rica 2-0
- Zwitserland - Costa Rica 2-2

## WK 2022- Qatar
- Spanje - Costa Rica 7-0
- Japan - Costa Rica 0-1
- Costa Rica - Duitsland 2-4